# فهرست فیلسوفان سیاسی
این فهرست فیلسوفان سیاسی (انگلیسی: List of political philosophers) برجسته است. برخی از آن‌ها ممکن است به‌خاطر کارهایشان در زمینه‌های دیگر فلسفه نیز شناخته‌شده باشند. مدخل‌ها به ترتیب سال تولد و برای نشان دادن جهت تأثیرات و توسعه اندیشه سیاسی آن‌ها تنظیم شده است.

## باستان (متولدین قبل از ۵۵۰ میلادی)
- حمورابی (مرگ حدود ۱۷۵۰ پیش از میلاد)
- کنفسیوس (۵۵۱–۴۷۹ پیش از میلاد)
- سقراط (۴۷۰–۳۹۹ پیش از میلاد)
- موزی (۴۷۰–۳۹۰ پیش از میلاد)
- گزنفون (۴۲۷–۳۵۵ پیش از میلاد)
- افلاطون (۴۲۷–۳۴۷ پیش از میلاد)
- دیوژن کلبی (۴۱۲–۳۲۳ پیش از میلاد)
- آیسخینس (۳۸۹–۳۱۴ پیش از میلاد)
- ارسطو (۳۸۴–۳۲۲ پیش از میلاد)
- منسیوس (۳۷۲–۲۸۹ پیش از میلاد)
- چاناکیا (۳۵۰ –۲۸۳ پیش از میلاد)
- شونزی (۳۱۰–۲۳۷ پیش از میلاد)
- هان فی زی (۲۸۰–۲۳۳ پیش از میلاد)
- پولیبیوس (حدود ۲۰۰–۱۱۸ پیش از میلاد)
- سیسرون (۱۰۶–۴۳ پیش از میلاد)
- پلینی جوان (۶۳–۱۱۳ پس از میلاد)
- آگوستین (۳۵۴–۴۳۰ پس از میلاد)

## قرون وسطی (متولد بین ۵۵۰ تا ۱۴۵۰ میلادی)
- فارابی (۸۷۰–۹۵۰)
- ابوریحان بیرونی (۹۷۳–۱۰۵۰)
- ابن سینا (۹۸۰–۱۰۶۷)
- غزالی (۱۰۵۸–۱۱۱۱)
- ابن رشد (۱۱۲۶–۱۱۹۸)
- ابن میمون (۱۱۳۵–۱۲۰۴)
- فخر رازی (۱۱۵۰–۱۲۱۰)
- توماس آکویناس (۱۲۲۵–۱۲۷۴)
- ابن تیمیه (۱۲۶۳–۱۳۲۸)
- مارسیلیوس پادوایی (۱۲۷۰–۱۳۴۲)
- ویلیام اکام (۱۲۸۵–۱۳۴۹)
- ابن خلدون (۱۳۳۲–۱۴۰۶)
- کریستین دو پیزان (۱۳۶۳–۱۴۳۴)
- ژان شرلیه (۱۳۶۳–۱۴۲۹)
- نیکلاس کوسا (۱۴۰۱–۱۴۶۴)

## رنسانس و اوایل مدرن (متولد بین ۱۴۵۰ و ۱۷۵۰ پس از میلاد)
- توماس کاجتان (۱۴۶۹–۱۵۳۴)
- نیکولو ماکیاولی (۱۴۶۹–۱۵۲۷)
- فرانسیسکو دی ویتوریا (۱۴۸۳–۱۵۴۶)
- مارتین لوتر (۱۴۸۳–۱۵۴۶)
- توماس مونتسر (۱۴۹۰–۱۵۲۵)
- ژان کالون (۱۵۰۹–۱۵۶۴)
- فرانسیسکو سوارز (۱۵۴۸–۱۶۱۷)
- ژان بودن (۱۵۳۰–۱۵۹۶)
- ریچارد هوکر (۱۵۵۴–۱۶۰۰)
- رابرت بلارمین (۱۵۴۲–۱۶۲۱)
- فرانسیس بیکن (۱۵۶۱–۱۶۲۶)
- هوگو گروتیوس (۱۵۸۳–۱۶۴۵)
- توماس هابز (۱۵۸۸–۱۶۷۹)
- جیمز هرینگتون (۱۶۱۱–۱۶۷۷)
- ژاک بنینی بوسوئه (۱۶۲۷–۱۷۰۴)
- جان لاک (۱۶۳۲–۱۷۰۴)
- باروخ اسپینوزا (۱۶۳۲–۱۳۷۷)
- مونتسکیو (۱۶۸۹–۱۷۵۵)
- ولتر (۱۶۹۴–۱۷۷۸)
- محمد بن عبدالوهاب (۱۷۰۳–۱۷۹۲)
- بنجامین فرانکلین (۱۷۰۶–۱۷۹۰)
- دیوید هیوم (۱۷۱۱–۱۷۷۶)
- فریدریش دوم، پادشاه پروس (۱۷۱۲–۱۷۸۶)
- ژان-ژاک روسو (۱۷۱۲–۱۷۸۸)
- ایمانوئل کانت (۱۷۲۴–۱۸۰۴)
- ویلیام بلک‌استون (۱۷۲۳–۱۷۸۰)
- آدام اسمیت (۱۷۲۳–۱۷۹۰)
- ادموند برک (۱۷۲۹–۱۷۹۷)
- توماس پین (۱۷۳۷–۱۸۰۹)
- توماس جفرسون (۱۷۴۳–۱۸۲۶)
- یوهان گوتفرید فون هردر (۱۷۴۴–۱۸۰۳)
- جرمی بنتام (۱۷۴۸–۱۸۳۲)

## مدرن متأخر (متولدین بین ۱۷۵۰ و ۱۹۰۰ پس از میلاد)
- جیمز مدیسون (۱۷۵۱–۱۸۳۶)
- ژوزف دو مستر (۱۸۲۱–۱۷۵۳)
- لوئیس دو بونالد (۱۷۵۴–۱۸۴۰)
- ویلیام گادوین (۱۷۵۶–۱۸۳۶)
- مری ولستون‌کرافت (۱۷۵۹–۱۷۹۷)
- کلود هانری سن سیمون (۱۷۶۰–۱۸۲۵)
- یوهان گوتلیب فیشته (۱۷۶۲–۱۸۱۴)
- توماس مالتوس (۱۷۶۶–۱۸۳۴)
- بنژامن کنستان (۱۷۶۷–۱۸۳۰)
- گئورگ ویلهلم فریدریش هگل (۱۷۷۰–۱۸۳۱)
- نووالیس (۱۷۷۲–۱۸۰۱)
- دیوید ریکاردو (۱۷۷۲–۱۸۲۳)
- سمیوئل تیلور کلریج (۱۷۷۲–۱۸۳۲)
- شارل فوریه (۱۷۷۲–۱۸۳۷)
- جیمز میل (۱۷۷۳–۱۸۳۶)
- آدام مولر (۱۷۷۹–۱۸۲۹)
- فریدریش کارل فن ساویگنی (۱۷۷۹–۱۸۶۱)
- فلیسیته روبر دو لامنه (۱۷۸۲–۱۸۵۴)
- توماس کارلایل (۱۷۹۵–۱۸۸۱)
- اگوست کنت (۱۷۹۸–۱۸۵۷)
- جان هنری نیومن (۱۸۰۱–۱۸۹۰)
- الکسی دو توکویل (۱۸۰۵–۱۸۵۹)
- ماکس اشتیرنر (۱۸۰۶–۱۸۵۶)
- جان استوارت میل (۱۸۰۶–۱۸۷۳)
- پیر-ژوزف پرودون (۱۸۰۹–۱۸۶۵)
- ماتئو لیبراتوره (۱۸۱۰–۱۸۹۲)
- چارلز فوربس رنه دو مونتالمبرت (۱۸۱۰–۱۸۷۰)
- میخائیل باکونین (۱۸۱۴–۱۸۷۶)
- هنری دیوید ثورو (۱۸۱۷–۱۸۶۲)
- کارل مارکس (۱۸۱۸–۱۸۸۳)
- سر سید احمد خان (۱۸۱۸–۱۸۹۸)
- فریدریش انگلس (۱۸۲۰–۱۸۹۵)
- هربرت اسپنسر (۱۸۲۰–۱۹۰۳)
- ایپولیت تن (۱۸۲۸–۱۸۹۳)
- جان اکتون (۱۸۳۴–۱۹۰۲)
- توماس هیل گرین (۱۸۳۶–۱۸۸۲)
- ویلیام گراهام سامنر (۱۸۴۰–۱۹۱۰)
- نامق کمال (۱۸۴۰–۱۸۸۸)
- گوستاو لو بن (۱۸۴۱–۱۹۳۱)
- پیتر کروپوتکین (۱۸۴۲–۱۹۲۱)
- فریدریش نیچه (۱۸۴۴–۱۹۰۰)
- جرج سورل (۱۸۴۷–۱۹۲۲)
- ویلفردو پارتو (۱۸۴۸–۱۹۲۳)
- ادوارد برنشتاین (۱۸۵۰–۱۹۳۲)
- بنجامین تاکر (۱۸۵۳–۱۹۳۹)
- تورشتاین وبلن (۱۸۵۷–۱۹۲۹)
- جان دیویی (۱۸۵۹–۱۹۵۲)
- رابیندرانات تاگور (۱۸۶۱–۱۹۴۱)
- ویوکاناندا (۱۸۶۳–۱۹۰۳)
- مکس وبر (۱۸۶۴–۱۹۲۰)
- سون یات سن (۱۸۶۶–۱۹۲۵)
- بندیتو کروچه (۱۸۶۶–۱۹۵۲)
- شارل موراس (۱۸۶۸–۱۹۵۲)
- مهاتما گاندی (۱۸۶۹–۱۹۴۸)
- اما گلدمن (۱۸۶۹–۱۹۴۰)
- ولادیمیر لنین (۱۸۷۰–۱۹۲۴)
- رزا لوکزامبورگ (۱۸۷۰–۱۹۱۹)
- برتراند راسل (۱۸۷۲–۱۹۷۰)
- رودولف رکر (۱۸۷۳–۱۹۵۸)
- والابای پاتل (۱۸۷۵–۱۹۵۰)
- جیوانی جنتیله (۱۸۷۵–۱۹۴۴)
- ضیا گوک‌آلپ (۱۸۷۶–۱۹۲۴)
- محمد اقبال (۱۸۷۷–۱۹۳۸)
- مارتین بوبر (۱۸۷۸–۱۹۶۵)
- لئون تروتسکی (۱۸۷۹–۱۹۴۰)
- اسوالد اشپنگلر (۱۸۸۰–۱۹۳۶)
- اتو باور (۱۸۸۱–۱۹۳۸)
- ژاک ماریتن (۱۸۸۲–۱۹۷۳)
- ایوان ایلین (۱۸۸۳–۱۹۵۱)
- گئورگ لوکاچ (۱۸۸۵–۱۹۷۱)
- رنه گنون (۱۸۸۶–۱۹۵۱)
- کارل اشمیت (۱۸۸۸–۱۹۸۵)
- جواهر لعل نهرو (۱۸۸۹–۱۹۶۴)
- بهیمراو رامجی آمبدکار (۱۸۹۱–۱۹۵۶)
- آنتونیو گرامشی (۱۸۹۱–۱۹۳۷)
- والتر بنیامین (۱۸۹۲–۱۹۴۰)
- ماکس هورکهایمر (۱۸۹۵–۱۹۷۳)
- ارنست یونگر (۱۸۹۵–۱۹۹۸)
- ژولیوس ایوولا (۱۸۹۸–۱۹۷۴)
- هربرت مارکوزه (۱۸۹۸–۱۹۷۹)
- ویلهلم رپکه (۱۸۹۹–۱۹۶۶)
- لئو اشتراوس (۱۸۹۹–۱۹۷۳)
- فریدریش هایک (۱۸۹۹–۱۹۹۲)
- اریک فروم (۱۹۰۰–۱۹۸۰)
- محمد اسد (۱۹۰۰–۱۹۹۲)

## متولدین قرن بیستم
- مایکل اوکشات (۱۹۰۱–۱۹۹۰)
- اریک فوگلین (۱۹۰۱–۱۹۸۵)
- کارل پوپر (۱۹۰۲–۱۹۹۴)
- تئودور آدورنو (۱۹۰۳–۱۹۶۹)
- آین رند (۱۹۰۵–۱۹۸۲)
- ریمون آرون (۱۹۰۵–۱۹۸۳)
- ژان پل سارتر (۱۹۰۵–۱۹۸۰)
- هانا آرنت (۱۹۰۶–۱۹۷۵)
- سید قطب (۱۹۰۶–۱۹۶۶)
- سیمون وی (۱۹۰۹–۱۹۴۳)
- آیزایا برلین (۱۹۰۹–۱۹۹۷)
- اریک فون کوئنلت-لدین (۱۹۰۹–۱۹۹۹)
- نوربرتو بابیو (۱۹۰۹–۲۰۰۴)
- آلبر کامو (۱۹۱۳–۱۹۶۰)
- راسل کرک (۱۹۱۸–۱۹۹۴)
- لوئی آلتوسر (۱۹۱۸–۱۹۹۰)
- ماری بوکچین (۱۹۲۱–۲۰۰۶)
- جان رالز (۱۹۲۱–۲۰۰۲)
- پرابات رانجان سرکار (۱۹۲۱–۱۹۹۰)
- کورنلیوس کاستوریادیس (۱۹۲۲–۱۹۹۷)
- هوارد زین (۱۹۲۲–۲۰۱۰)
- فرانتز فانون (۱۹۲۵–۱۹۶۱)
- زیگمونت باومن (۱۹۲۵–۲۰۱۷)
- موری راتبارد (۱۹۲۶–۱۹۹۵)
- میشل فوکو (۱۹۲۶–۱۹۸۴)
- ساموئل هانتینگتون (۱۹۲۷–۲۰۰۸)
- نوآم چامسکی (۱۹۲۸-)
- یورگن هابرماس (۱۹۲۹–)
- السدیر مک‌اینتایر (۱۹۲۹–)
- برنارد ویلیامز (۱۹۲۹–۲۰۰۳)
- فلیکس گاتاری (۱۹۳۰–۱۹۹۲)
- ژاک دریدا (۱۹۳۰–۲۰۰۴)
- ریچارد رورتی (۱۹۳۱–۲۰۰۷)
- رونالد دوورکین (۱۹۳۱–۲۰۱۳)
- چارلز تیلور (۱۹۳۱–)
- گی دوبور (۱۹۳۱–۱۹۹۴)
- هاروی منزفیلد (۱۹۳۲-)
- آنتونیو نگری (۱۹۳۳–۲۰۲۳)
- علی شریعتی (۱۹۳۳–۱۹۷۷)
- فردریک جیمسون (۱۹۳۴-)
- مایکل والزر (۱۹۳۵-)
- ادوارد سعید (۱۹۳۵–۲۰۰۳)
- تامس نیگل (۱۹۳۷-)
- رابرت نوزیک (۱۹۳۸–۲۰۰۲)
- ژاک رانسیر (۱۹۴۰–)
- جوکس آزرمندی (۱۹۴۱–)
- رابرت پاتنم (۱۹۴۱–)
- جرالد کوهن (۱۹۴۱–۲۰۰۹)
- اتین بالیبار (۱۹۴۲–)
- راجر اسکروتن (۱۹۴۴–۲۰۲۰)
- اسلاوی ژیژک (۱۹۴۷–)
- روبرتو مانگابیرا آنگر (۱۹۴۷–)
- جان گری (۱۹۴۸-)
- هانس هرمان هپه (۱۹۴۹-)
- مایکل سندل (۱۹۵۳-)
- جودیت باتلر (۱۹۵۶-)
- مایکل هارت (۱۹۶۰–)